# Collège Mariama (Schule)
Das Collège Mariama (auch: Lycée Mariama) ist eine römisch-katholische Privatschule der Sekundarstufe in der Stadt Niamey in Niger. Sie befindet sich im gleichnamigen Stadtviertel Collège Mariama im Arrondissement Niamey III.

## Geschichte
Das Collège Mariama hat seinen Ursprung in der Zeit kurz nach der Unabhängigkeit Nigers von Frankreich im Jahr 1960. Hippolyte Berlier, der damalige Bischof von Niamey, erbat von der Kongregation der Schwestern Unserer Lieben Frau von der immerwährenden Hilfe aus Kanada die Gründung einer Mädchenschule in der Stadt. Zu dieser Zeit gab neben dem Lycée National für Knaben keine entsprechende Mittelschule für Mädchen in Niger. Die Schwestern Unserer Lieben Frau von der immerwährenden Hilfe hatten 1959 eine Mission in Niamey gegründet und waren seit Oktober 1960 vor Ort im Grundschulwesen für Mädchen tätig gewesen. Die Oberin des Ordens und Bischof Berlier sprachen bei Staatspräsident Hamani Diori vor, der die Schwestern nun seinerseits um die Gründung der Schule ersuchte.
Die Bauarbeiten begannen im März 1962. Das Collège Mariama wurde am 1. Oktober 1962 mit 32 Schülerinnen eröffnet. Die erste Schulleiterin war Schwester Anne Marie Lizotte. Für die Internatschülerinnen wurden 1969 eine Krankenstation erbaut, die auch der Bevölkerung des Stadtviertels offenstand. Ab 1972 wurden auch Knaben im Collège Mariama aufgenommen. Die Anzahl der Schülerinnen und Schüler stieg von 489 im Jahr 1982 auf 885 im Jahr 1989.
Die Schwestern Unserer Lieben Frau von der immerwährenden Hilfe mussten das Collège Mariama 1999 auf Grund von Personalmangel verlassen. Die Verwaltung übernahmen zunächst Laien des Ordens Schwestern von der Himmelfahrt aus Frankreich, bis sie 2004 an Personen aus Niger übergeben wurden. Anlässlich der 50-Jahr-Feier des Collège Mariama im Jahr 2012 wurden drei Schulgebäude nach Hamani Diori, Hippolyte Berlier und Anne Marie Lizotte benannt. Im selben Jahr besuchten 1755 Schülerinnen und Schüler das Collège Mariama. Mit der Amicale des Anciens Elèves du Collège Mariama wurde eine Ehemaligenvereinigung gegründet.

## Bekannte ehemalige Schülerinnen
- Aïchatou Boulama Kané (* 1955), Politikerin, Außenministerin Nigers
- Abdoulaye Diori Kadidiatou Ly (1952–2020), Richterin
- Aminata Boureima Takoubakoyé (* 1979), Wirtschaftswissenschaftlerin und Politikerin
- N’Gadé Nana Hadiza Noma Kaka (* 1956), Politikerin und Diplomatin